# Liste des anciens départements français
Pour un article plus général, voir Histoire des départements français.

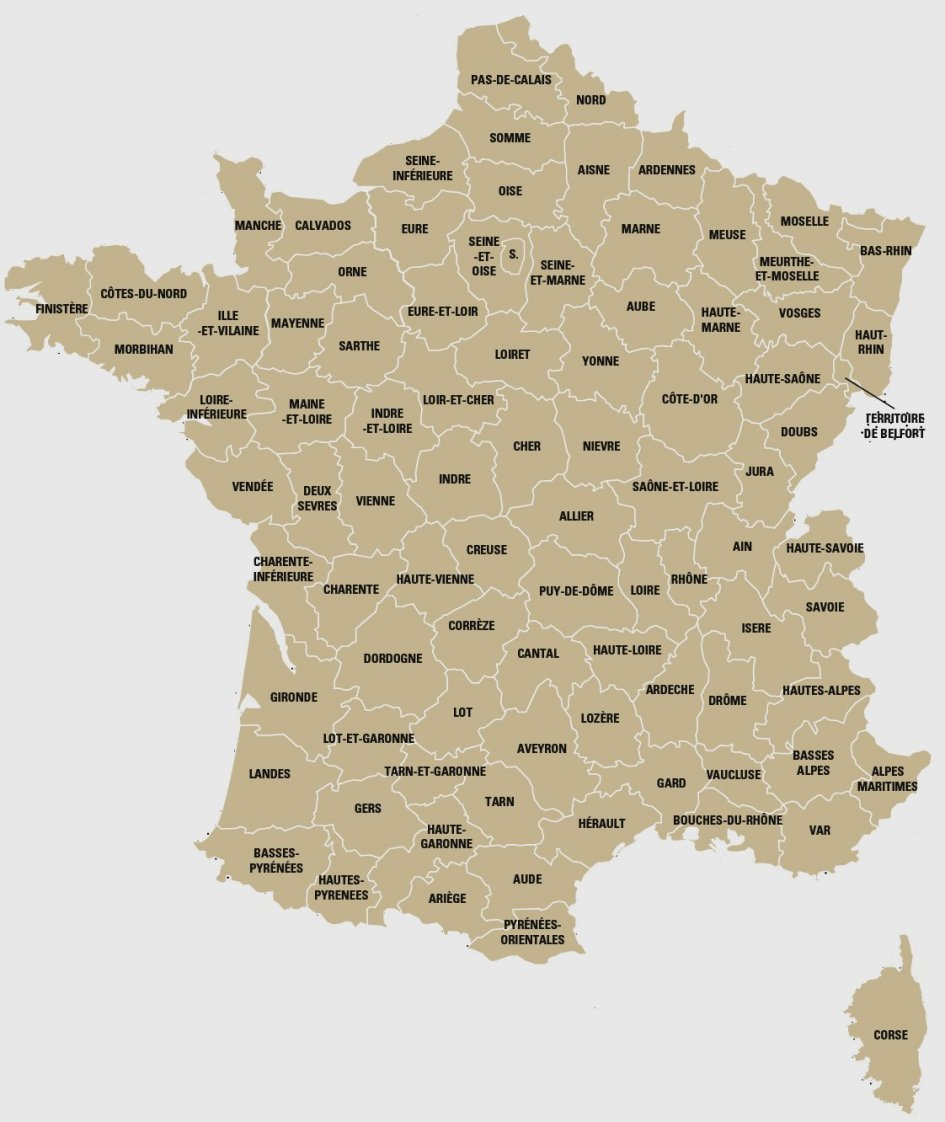
Les départements métropolitains en 1919.

Cet article est une liste des anciens départements français.

## Historique

Les départements métropolitains de 1790.

Divisions administratives de l'Algérie française.

La division de la France en départements date de 1790, durant la Révolution française. Le découpage administratif français a évolué depuis la Révolution: de 83 à 101 actuels, dont 96 métropolitains et 5 en Outre-mer. Un grand nombre de ces départements disparus sont créés durant les guerres révolutionnaires puis napoléoniennes,, au gré des conquêtes françaises. En effet dès l'époque des républiques sœurs et même avant le Directoire, se créent les départements outre-Héxagone : en Italie, au large de la mer du Nord (Wallonie, Flandre et Pays-Bas) et en Grèce,. De 113 à la période révolutionnaire la France ira jusqu'à compter 134 départements, du Finistère à Rome et des Bouches-de-l'Èbre aux Bouches-de-l'Elbe à partir de 1808, puis 130 en 1811. S'ajoutent les provinces illyriennes, conquises à l'empire d'Autriche en 1809, plus tard transformés en « intendances ». Ces départements sont ensuite supprimés au fur et à mesure des défaites de la France jusqu'à la chute de l'Empire en 1814 quand la France est contrainte de revenir aux frontières de 1792 et à 86 départements.

Les 96 départements métropolitains actuels.

| - Les départements de Wallonie, Flandre et des Pays Bas de 1795 à 1811. - Les départements italiens et franco-suisses en 1811. - Les provinces illyriennes en 1813. |

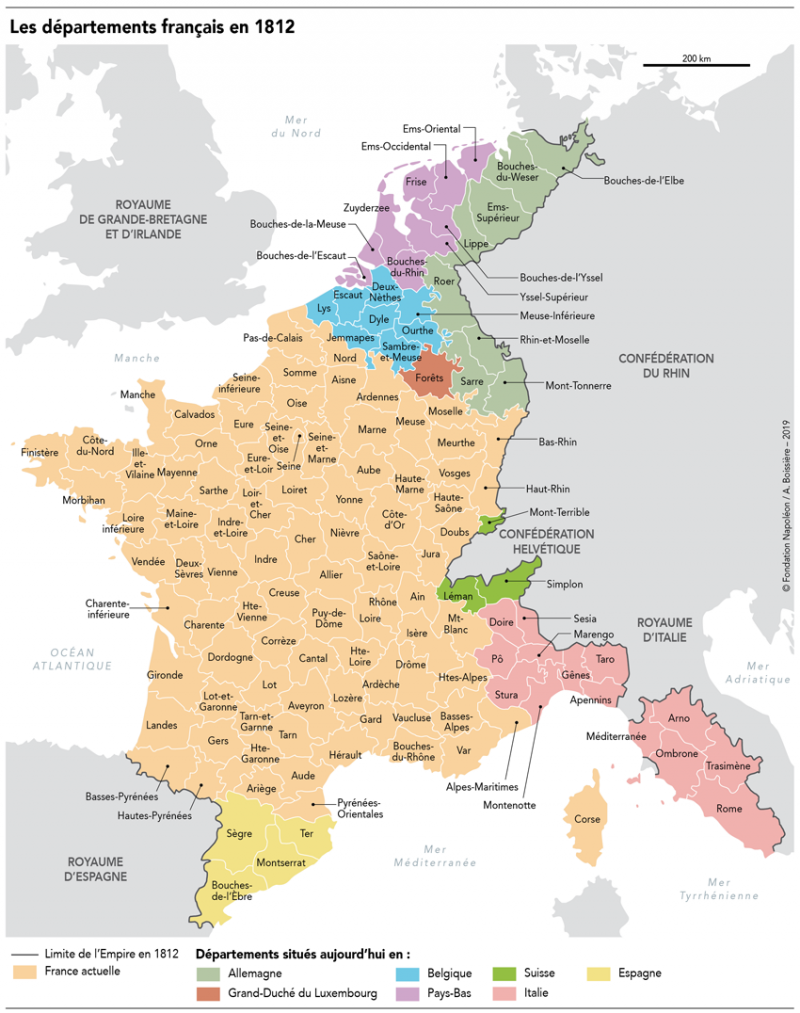
Les 134 départements de l'Empire.

La Meurthe-et-Moselle est créée en 1871 après la guerre franco-allemande. Existent aussi les départements issus de réaménagements administratifs, comme la division du Rhône-et-Loire en deux en 1793.
On retrouve également dans cette liste, notamment, les départements français d'Algérie créés durant la période de l'Algérie française et dont l'existence prend fin en 1962 à la fin de la guerre d'Algérie lors de l'indépendance du pays.
Également nous avons les subdivisons en 1968 de qui deviendra l'Île-de-France, lorsqu'en Seine sont créés Seine-Saint-Denis, Val-de-Marne et Hauts-de-Seine (auxquels on rajoute la commune de Paris), et les nouveaux départements de Val-d'Oise et d'Essonne qui sont créés dans l'ancienne Seine-et-Oise, dont la partie restante est renommée Yvelines.
Enfin en 1976 le département de Corse se voit subdivisé en Haute-Corse et Corse-du-Sud. Créé en 1790, le département est divisé une première fois en 1793 (départements de Golo et de Liamone, dont les limites sont reprises dans l'ensemble pour le découpage de 1976) puis réunis en 1811.
On peut également relever plusieurs changements de nom qui ont lieu au XXe siècle : les départements en « -Inférieure » (qui deviennent Charente-Maritime en 1941, Seine-Maritime en 1955 et Loire-Atlantique en 1957) et en « Basses- » (qui deviennent Pyrénées-Atlantiques en 1969, Alpes-de-Haute-Provence en 1970). Enfin en 1990 les Côtes-du-Nord sont renommées Côtes-d'Armor.

Le découpage administratif actuel date de 2021, date du fusionnement du département et de la commune de Paris et création de la ville de Paris.

## Liste
| Département                  | Préfecture       | Localisation                  | Pays actuel         | Création                      | Suppression                       | Durée                                                 | Entités précédentes                                                           | Entités suivantes                                                                |
| ---------------------------- | ---------------- | ----------------------------- | ------------------- | ----------------------------- | --------------------------------- | ----------------------------------------------------- | ----------------------------------------------------------------------------- | -------------------------------------------------------------------------------- |
| Corse                        | Ajaccio / Bastia | France métropolitaine         | France              | 4 mars 1790, 19 avril 1811    | 1er juillet 1793 1er janvier 1976 | 3 ans, 3 mois et 27 jours 164 ans, 8 mois et 13 jours | Province de Corse (1790) Golo et Liamone (1811)                               | Golo et Liamone (1793) Haute-Corse et Corse-du-Sud (1976)                        |
| Meurthe                      | Nancy            | France métropolitaine         | France              | 4 mars 1790                   | 7 septembre 1871                  | 81 ans, 7 mois et 11 jours                            | Grand-gouvernement de Lorraine-et-Barrois Comté de Dabo (1793)                | Département de Meurthe-et-Moselle Empire allemand (District de Lorraine)         |
| Rhône-et-Loire               | Lyon             | France métropolitaine         | France              | 4 mars 1790                   | 12 août 1793                      | 3 ans, 5 mois et 8 jours                              | Provinces du Lyonnais, Beaujolais et Forez                                    | Rhône et Loire                                                                   |
| Seine                        | Paris            | France métropolitaine         | France              | 4 mars 1790                   | 1er janvier 1968                  | 177 ans, 9 mois et 28 jours                           | Province d'Île-de-France                                                      | Paris, Hauts-de-Seine, Seine-Saint-Denis, Val-de-Marne                           |
| Seine-et-Oise                | Versailles       | France métropolitaine         | France              | 4 mars 1790                   | 1er janvier 1968                  | 177 ans, 9 mois et 28 jours                           | Province d'Île-de-France                                                      | Yvelines, Essonne, Hauts-de-Seine, Seine-Saint-Denis, Val-de-Marne, Val-d'Oise   |
| Mont-Blanc                   | Chambéry         | France métropolitaine, Italie | France              | 27 novembre 1792              | 20 novembre 1815                  | 22 ans, 11 mois et 24 jours                           | Royaume de Sardaigne                                                          | Royaume de Sardaigne                                                             |
| Jemmapes                     | Mons             | Belgique                      | Belgique            | 12 mars 1793 1er octobre 1795 | 2 avril 1793 30 mai 1814          | 21 jours 18 ans, 7 mois et 29 jours                   | Pays-Bas autrichiens                                                          | Royaume uni des Pays-Bas                                                         |
| Mont-Terrible                | Porrentruy       | Suisse                        | Suisse              | 25 mars 1793                  | 17 février 1800                   | 6 ans, 10 mois et 23 jours                            | République rauracienne                                                        | Haut-Rhin                                                                        |
| Golo                         | Bastia           | France métropolitaine         | France              | 1er juillet 1793              | 19 avril 1811                     | 17 ans, 9 mois et 18 jours                            | Département de Corse                                                          | Département de Corse                                                             |
| Liamone                      | Ajaccio          | France métropolitaine         | France              | 1er juillet 1793              | 19 avril 1811                     | 17 ans, 9 mois et 18 jours                            | Département de Corse                                                          | Département de Corse                                                             |
| Dyle                         | Bruxelles        | Belgique                      | Belgique            | 1er octobre 1795              | 30 mai 1814                       | 18 ans, 7 mois et 29 jours                            | Pays-Bas autrichiens                                                          | Royaume uni des Pays-Bas                                                         |
| Deux-Nèthes                  | Anvers           | Belgique                      | Belgique            | 1er octobre 1795              | 30 mai 1814                       | 18 ans, 7 mois et 29 jours                            | Pays-Bas autrichiens Royaume de Hollande (1810)                               | Royaume uni des Pays-Bas                                                         |
| Escaut                       | Gand             | Belgique                      | Belgique            | 1er octobre 1795              | 30 mai 1814                       | 18 ans, 7 mois et 29 jours                            | Pays-Bas autrichiens                                                          | Royaume uni des Pays-Bas                                                         |
| Forêts                       | Luxembourg       | Belgique et Luxembourg        | Belgique Luxembourg | 1er octobre 1795              | 30 mai 1814                       | 18 ans, 7 mois et 29 jours                            | Pays-Bas autrichiens République bouillonnaise                                 | Royaume uni des Pays-Bas Luxembourg Royaume de Prusse                            |
| Lys                          | Bruges           | Belgique                      | Belgique            | 1er octobre 1795              | 30 mai 1814                       | 18 ans, 7 mois et 29 jours                            | Pays-Bas autrichiens                                                          | Royaume uni des Pays-Bas                                                         |
| Ourthe                       | Liège            | Belgique                      | Belgique            | 1er octobre 1795              | 30 mai 1814                       | 18 ans, 7 mois et 29 jours                            | Principauté de Liège Principauté de Stavelot-Malmedy                          | Royaume uni des Pays-Bas                                                         |
| Meuse-Inférieure             | Maastricht       | Belgique                      | Belgique            | 1er octobre 1795              | 30 mai 1814                       | 18 ans, 7 mois et 29 jours                            | Principauté de Liège                                                          | Royaume uni des Pays-Bas                                                         |
| Sambre-et-Meuse              | Namur            | Belgique                      | Belgique            | 1er octobre 1795              | 30 mai 1814                       | 18 ans, 7 mois et 29 jours                            | Principauté de Liège Pays-Bas autrichiens                                     | Royaume uni des Pays-Bas Luxembourg                                              |
| Corcyre                      | Corfou           | Grèce                         | Grèce               | 18 octobre 1797               | 25 mars 1802                      | 4 ans, 5 mois et 7 jours                              | République de Venise                                                          | République des Sept-Îles                                                         |
| Ithaque                      | Argostoli        | Grèce                         | Grèce               | 18 octobre 1797               | 25 mars 1802                      | 4 ans, 5 mois et 7 jours                              | République de Venise                                                          | République des Sept-Îles                                                         |
| Mer-Égée                     | Zante            | Grèce                         | Grèce               | 18 octobre 1797               | 25 mars 1802                      | 4 ans, 5 mois et 7 jours                              | République de Venise                                                          | République des Sept-Îles                                                         |
| Mont-Tonnerre                | Mayence          | Allemagne                     | Allemagne           | 4 novembre 1797               | 30 mai 1814                       | 16 ans, 6 mois et 26 jours                            | République cisrhénane                                                         | Royaume de Bavière Grand-duché de Hesse                                          |
| Rhin-et-Moselle              | Coblence         | Allemagne                     | Allemagne           | 4 novembre 1797               | 30 mai 1814                       | 16 ans, 6 mois et 26 jours                            | République cisrhénane                                                         | Royaume de Prusse                                                                |
| Roer                         | Aix-la-Chapelle  | Allemagne                     | Allemagne           | 4 novembre 1797               | 30 mai 1814                       | 16 ans, 6 mois et 26 jours                            | République cisrhénane                                                         | Royaume de Prusse                                                                |
| Sarre                        | Trèves           | Allemagne                     | Allemagne           | 4 novembre 1797               | 30 mai 1814                       | 16 ans, 6 mois et 26 jours                            | République cisrhénane                                                         | Royaume de Prusse Royaume de Bavière Duché d'Oldenbourg                          |
| Léman                        | Genève           | Suisse                        | Suisse              | 25 août 1798                  | 31 décembre 1813                  | 15 ans, 4 mois et 6 jours                             | République de Genève Royaume de Sardaigne Ain et Mont-Blanc                   | République de Genève Royaume de Sardaigne Département de l'Ain                   |
| Doire                        | Ivrée            | Italie                        | Italie              | 11 septembre 1802             | 11 avril 1814                     | 11 ans et 7 mois                                      | République subalpine                                                          | Royaume de Sardaigne                                                             |
| Marengo                      | Alexandrie       | Italie                        | Italie              | 11 septembre 1802             | 11 avril 1814                     | 11 ans et 7 mois                                      | République subalpine                                                          | Royaume de Sardaigne                                                             |
| Pô                           | Turin            | Italie                        | Italie              | 11 septembre 1802             | 11 avril 1814                     | 11 ans et 7 mois                                      | République subalpine                                                          | Royaume de Sardaigne                                                             |
| Sésia                        | Verceil          | Italie                        | Italie              | 11 septembre 1802             | 11 avril 1814                     | 11 ans et 7 mois                                      | République subalpine                                                          | Royaume de Sardaigne                                                             |
| Stura                        | Coni             | Italie                        | Italie              | 11 septembre 1802             | 11 avril 1814                     | 11 ans et 7 mois                                      | République subalpine                                                          | Royaume de Sardaigne                                                             |
| Tanaro                       | Asti             | Italie                        | Italie              | 11 septembre 1802             | 6 juin 1805                       | 2 ans, 8 mois et 26 jours                             | République subalpine                                                          | Marengo, Montenotte, Stura.                                                      |
| Apennins                     | Chiavari         | Italie                        | Italie              | 4 juin 1805                   | 11 avril 1814                     | 8 ans, 10 mois et 7 jours                             | République ligurienne                                                         | Royaume de Sardaigne                                                             |
| Gênes                        | Gênes            | Italie                        | Italie              | 4 juin 1805                   | 11 avril 1814                     | 8 ans, 10 mois et 7 jours                             | République ligurienne                                                         | Royaume de Sardaigne                                                             |
| Montenotte                   | Savone           | Italie                        | Italie              | 4 juin 1805                   | 11 avril 1814                     | 8 ans, 10 mois et 7 jours                             | République ligurienne                                                         | Royaume de Sardaigne                                                             |
| Arno                         | Florence         | Italie                        | Italie              | 25 mai 1808                   | 11 avril 1814                     | 5 ans, 10 mois et 17 jours                            | Royaume d'Étrurie                                                             | Grand-duché de Toscane                                                           |
| Méditerranée                 | Livourne         | Italie                        | Italie              | 25 mai 1808                   | 11 avril 1814                     | 5 ans, 10 mois et 17 jours                            | Royaume d'Étrurie                                                             | Grand-duché de Toscane Principauté de l'île d'Elbe                               |
| Ombrone                      | Sienne           | Italie                        | Italie              | 25 mai 1808                   | 11 avril 1814                     | 5 ans, 10 mois et 17 jours                            | Royaume d'Étrurie                                                             | Grand-duché de Toscane                                                           |
| Taro                         | Parme            | Italie                        | Italie              | 25 mai 1808                   | 11 avril 1814                     | 5 ans, 10 mois et 17 jours                            | Duché de Parme                                                                | Duché de Parme                                                                   |
| Rome                         | Rome             | Italie                        | Italie Vatican      | 17 mai 1809                   | 11 avril 1814                     | 4 ans, 10 mois et 25 jours                            | États pontificaux                                                             | États pontificaux                                                                |
| Trasimène                    | Spolète          | Italie                        | Italie              | 17 mai 1809                   | 11 avril 1814                     | 4 ans, 10 mois et 25 jours                            | États pontificaux                                                             | États pontificaux                                                                |
| Bouches-du-Rhin              | Bois-le-Duc      | Pays-Bas                      | Pays-Bas            | 24 avril 1810                 | 30 mai 1814                       | 4 ans, 1 mois et 6 jours                              | Royaume de Hollande                                                           | Royaume uni des Pays-Bas                                                         |
| Bouches-de-l'Escaut          | Middelbourg      | Pays-Bas                      | Pays-Bas            | 15 mai 1810                   | 30 mai 1814                       | 4 ans et 15 jours                                     | Royaume de Hollande                                                           | Royaume uni des Pays-Bas                                                         |
| Bouches-de-la-Meuse          | La Haye          | Pays-Bas                      | Pays-Bas            | 9 juillet 1810                | 30 mai 1814                       | 3 ans, 10 mois et 21 jours                            | Royaume de Hollande                                                           | Royaume uni des Pays-Bas                                                         |
| Bouches-de-l'Yssel           | Zwolle           | Pays-Bas                      | Pays-Bas            | 9 juillet 1810                | 30 mai 1814                       | 3 ans, 10 mois et 21 jours                            | Royaume de Hollande                                                           | Royaume uni des Pays-Bas                                                         |
| Ems-Occidental               | Groningue        | Pays-Bas                      | Pays-Bas            | 9 juillet 1810                | 30 mai 1814                       | 3 ans, 10 mois et 21 jours                            | Royaume de Hollande                                                           | Royaume uni des Pays-Bas                                                         |
| Ems-Oriental                 | Aurich           | Allemagne, Pays-Bas           | Allemagne           | 9 juillet 1810                | 30 mai 1814                       | 3 ans, 10 mois et 21 jours                            | Royaume de Hollande                                                           | Royaume de Hanovre                                                               |
| Frise                        | Leeuwarden       | Pays-Bas                      | Pays-Bas            | 9 juillet 1810                | 30 mai 1814                       | 3 ans, 10 mois et 21 jours                            | Royaume de Hollande                                                           | Royaume uni des Pays-Bas                                                         |
| Yssel-Supérieur              | Arnhem           | Pays-Bas                      | Pays-Bas            | 9 juillet 1810                | 30 mai 1814                       | 3 ans, 10 mois et 21 jours                            | Royaume de Hollande                                                           | Royaume uni des Pays-Bas                                                         |
| Zuyderzée                    | Amsterdam        | Pays-Bas                      | Pays-Bas            | 9 juillet 1810                | 30 mai 1814                       | 3 ans, 10 mois et 21 jours                            | Royaume de Hollande                                                           | Royaume uni des Pays-Bas                                                         |
| Simplon                      | Sion             | Suisse                        | Suisse              | 13 décembre 1810              | 29 décembre 1813                  | 3 ans et 16 jours                                     | République rhodanienne                                                        | Confédération des XXII cantons (canton du Valais)                                |
| Bouches-de-l'Elbe            | Hambourg         | Allemagne                     | Allemagne           | 1er janvier 1811              | 30 mai 1814                       | 3 ans, 4 mois et 29 jours                             | Royaume de Westphalie Électorat de Brunswick-Lunebourg Hambourg Lübeck        | Royaume de Hanovre Duché de Holstein Hambourg Lübeck Duché de Saxe-Lauenbourg    |
| Bouches-du-Weser             | Brême            | Allemagne                     | Allemagne           | 1er janvier 1811              | 30 mai 1814                       | 3 ans, 4 mois et 29 jours                             | Royaume de Westphalie Électorat de Brunswick-Lunebourg Duché d'Oldenbourg     | Royaume de Hanovre Duché d'Oldenbourg Brême                                      |
| Ems-Supérieur                | Osnabrück        | Allemagne                     | Allemagne           | 1er janvier 1811              | 30 mai 1814                       | 3 ans, 4 mois et 29 jours                             | Royaume de Westphalie Duché d'Aremberg Duché d'Oldenbourg Grand-duché de Berg | Royaume de Hanovre Duché d'Oldenbourg Royaume de Prusse                          |
| Lippe                        | Munster          | Allemagne                     | Allemagne           | 1er janvier 1811              | 30 mai 1814                       | 3 ans, 4 mois et 29 jours                             | Duché d'Aremberg Grand-duché de Berg Comté de Salm                            | Royaume de Hanovre Royaume de Prusse                                             |
| Bouches-de-l'Èbre            | Lérida           | Espagne                       | Espagne             | 26 janvier 1812               | 7 mars 1813                       | 1 an, 1 mois et 9 jours                               | Royaume d'Espagne                                                             | Département des Bouches-de-l'Èbre-Montserrat                                     |
| Montserrat                   | Barcelone        | Espagne                       | Espagne             | 26 janvier 1812               | 7 mars 1813                       | 1 an, 1 mois et 9 jours                               | Royaume d'Espagne                                                             | Département des Bouches-de-l'Èbre-Montserrat                                     |
| Sègre                        | Puigcerda        | Espagne                       | Espagne             | 26 janvier 1812               | 7 mars 1813                       | 1 an, 1 mois et 9 jours                               | Royaume d'Espagne                                                             | Département du Sègre-Ter                                                         |
| Ter                          | Gérone           | Espagne                       | Espagne             | 26 janvier 1812               | 7 mars 1813                       | 1 an, 1 mois et 9 jours                               | Royaume d'Espagne                                                             | Département du Sègre-Ter                                                         |
| Bouches-de-l'Èbre-Montserrat | Barcelone        | Espagne                       | Espagne             | 7 mars 1813                   | 10 mars 1814                      | 1 an et 3 jours                                       | Bouches-de-l'Èbre et Montserrat                                               | Royaume d'Espagne                                                                |
| Sègre-Ter                    | Gérone           | Espagne                       | Espagne Andorre     | 7 mars 1813                   | 10 mars 1814                      | 1 an et 3 jours                                       | Sègre et Ter                                                                  | Royaume d'Espagne Andorre                                                        |
| Alger                        | Alger            | Algérie                       | Algérie             | 9 décembre 1848               | 5 juillet 1962                    | 113 ans, 6 mois et 26 jours                           | Empire ottoman (beylik du Titteri)                                            | Algérie (wilaya d'Alger) Médéa, Orléansville, Tizi-Ouzou (1957)                  |
| Constantine                  | Constantine      | Algérie                       | Algérie             | 9 décembre 1848               | 5 juillet 1962                    | 113 ans, 6 mois et 26 jours                           | Empire ottoman (beylik de l'Est)                                              | Algérie (wilaya de Constantine) Batna, Bône, Bougie, Sétif (1955-1958)           |
| Oran                         | Oran             | Algérie                       | Algérie             | 9 décembre 1848               | 5 juillet 1962                    | 113 ans, 6 mois et 26 jours                           | Empire ottoman (beylik de l'Ouest)                                            | Algérie (wilaya d'Oran) Mostaganem, Saïda, Tiaret, Tlemcen (1957-1958)           |
| Bône                         | Bône             | Algérie                       | Algérie             | 7 août 1955                   | 5 juillet 1962                    | 6 ans, 10 mois et 28 jours                            | Département de Constantine                                                    | Algérie (wilaya d'Annaba)                                                        |
| Batna                        | Batna            | Algérie                       | Algérie             | 20 mai 1957                   | 5 juillet 1962                    | 5 ans, 1 mois et 15 jours                             | Département de Constantine Département d'Aumale (1959)                        | Algérie (wilaya de Batna) Département d'Aumale (1958)                            |
| Médéa                        | Médéa            | Algérie                       | Algérie             | 20 mai 1957                   | 5 juillet 1962                    | 5 ans, 1 mois et 15 jours                             | Département d'Alger Département d'Aumale (1959)                               | Algérie (wilaya de Médéa) Département d'Aumale (1958)                            |
| Mostaganem                   | Mostaganem       | Algérie                       | Algérie             | 20 mai 1957                   | 5 juillet 1962                    | 5 ans, 1 mois et 15 jours                             | Département d'Oran                                                            | Algérie (wilaya de Mostaganem)                                                   |
| Orléansville                 | Orléansville     | Algérie                       | Algérie             | 20 mai 1957                   | 5 juillet 1962                    | 5 ans, 1 mois et 15 jours                             | Département d'Alger                                                           | Algérie (wilaya de Chlef)                                                        |
| Sétif                        | Sétif            | Algérie                       | Algérie             | 20 mai 1957                   | 5 juillet 1962                    | 5 ans, 1 mois et 15 jours                             | Département de Constantine Département de Bougie (1959)                       | Algérie (wilaya de Sétif) Département de Bougie (1958)                           |
| Tiaret                       | Tiaret           | Algérie                       | Algérie             | 20 mai 1957                   | 5 juillet 1962                    | 5 ans, 1 mois et 15 jours                             | Département d'Oran                                                            | Algérie (wilaya de Tiaret) Département de Saïda (1958)                           |
| Tizi Ouzou                   | Tizi Ouzou       | Algérie                       | Algérie             | 20 mai 1957                   | 5 juillet 1962                    | 5 ans, 1 mois et 15 jours                             | Département d'Alger                                                           | Algérie (wilaya de Tizi Ouzou)                                                   |
| Tlemcen                      | Tlemcen          | Algérie                       | Algérie             | 20 mai 1957                   | 5 juillet 1962                    | 5 ans, 1 mois et 15 jours                             | Département d'Oran                                                            | Algérie (wilaya de Tlemcen)                                                      |
| Oasis                        | Ouargla          | Algérie (Sahara)              | Algérie             | 7 août 1957                   | 5 juillet 1962                    | 4 ans, 10 mois et 28 jours                            | Territoires du Sud                                                            | Algérie (wilayas de El-Oued, Ghardaïa, Illizi, Laghouat, Ouargla et Tamanrasset) |
| Saoura                       | Colomb-Béchar    | Algérie (Sahara)              | Algérie             | 7 août 1957                   | 5 juillet 1962                    | 4 ans, 10 mois et 28 jours                            | Territoires du Sud                                                            | Algérie (wilayas de Adrar, Béchar et Tindouf) Département de Saïda (1958)        |
| Aumale                       | Aumale           | Algérie                       | Algérie             | 17 mars 1958                  | 7 novembre 1959                   | 1 an, 7 mois et 21 jours                              | Batna et Médéa                                                                | Batna et Médéa                                                                   |
| Bougie                       | Bougie           | Algérie                       | Algérie             | 17 mars 1958                  | 7 novembre 1959                   | 1 an, 7 mois et 21 jours                              | Constantine et Sétif                                                          | Département de Sétif                                                             |
| Saïda                        | Saïda            | Algérie                       | Algérie             | 17 mars 1958                  | 5 juillet 1962                    | 4 ans, 3 mois et 18 jours                             | Oran, Saoura, Tiaret                                                          | Algérie (wilaya de Saïda)                                                        |
| Saint-Pierre-et-Miquelon     | Saint-Pierre     | France d'outre-mer (Amérique) | France              | 19 juillet 1976               | 11 juin 1985                      | 8 ans, 10 mois et 23 jours                            | Saint-Pierre-et-Miquelon (territoire d'outre-mer)                             | Saint-Pierre-et-Miquelon (collectivité territoriale à statut particulier)        |